# Dwarshaspel
Dwarsharspel is een gehucht in de gemeente Westerkwartier in de provincie Groningen. Het ligt in het uiterste zuiden van de gemeente, vrijwel op het punt waar de provincies Groningen, Friesland en Drenthe elkaar raken.
Dwarshaspel ligt langs het gelijknamige water. Het is het verlengde van De Haspel, deze wijk maakt in De Haspel een haakse bocht en gaat dan verder als Dwarshaspel.